# Borghorster Elblandschaft
Borghorster Elblandschaft este o arie protejată (arie specială de conservare — SAC, sit de importanță comunitară — SCI) din Germania întinsă pe o suprafață de 225 ha, integral pe uscat.

## Localizare
Centrul sitului Borghorster Elblandschaft este situat la coordonatele 53°26′06″N 10°17′38″E / 53.435°N 10.2939°E.

## Înființare
Situl Borghorster Elblandschaft a fost declarat sit de importanță comunitară în decembrie 1999 pentru a proteja 1 specie de plante și 9 specii de animale. Situl a fost protejat și ca arie specială de conservare în august 2016.

## Biodiversitate
Situată în ecoregiunea atlantică, aria protejată conține 11 habitate naturale: Vegetație psamofilă uscată cu Calluna și Genista, Vegetație psamofilă uscată cu pășuni deschise de Corynephorus și Agrostis, Lacuri eutrofice naturale cu vegetație de tip Magnopotamion sau Hydrocharition, Râuri cu maluri nămoloase cu vegetație de Chenopodion rubri p.p. și Bidention p.p., Pajiști calcaroase din nisipuri xerice, Liziere de ierburi înalte hidrofile de câmpie și de nivel montan până la alpin, Pajiști aluvionare inundabile, de Cnidion dubii, Fânețe de joasă altitudine (Alopecurus pratensis, Sanguisorba officinalis), Păduri de fag Luzulo-Fagetum, Păduri acidofile de stejar bătrân cu Quercus robur pe câmpii nisipoase, Păduri mixte riverane de Quercus robur, Ulmus laevis și Ulmus minor, Fraxinus excelsior sau Fraxinus angustifolia, de-a lungul marilor râuri (Ulmenion minoris).
La baza desemnării sitului se află mai multe specii protejate:
- plante (1): Oenanthe conioides
- amfibieni (1): triton cu creastă (Triturus cristatus)
- nevertebrate (1): Anisus vorticulus
- pești (7): Alosa fallax, avat (Aspius aspius), Cobitis taenia Complex, Coregonus oxyrhynchus, Lampetra fluviatilis, țipar (Misgurnus fossilis), Petromyzon marinus